# Acanthodelta oedipodina
Acanthodelta oedipodina är en fjärilsart som beskrevs av Paul Mabille 1879. Acanthodelta oedipodina ingår i släktet Acanthodelta och familjen nattflyn. Inga underarter finns listade i Catalogue of Life.